# Aterica luteofasciata
Aterica luteofasciata är en fjärilsart som beskrevs av Schultze 1920. Aterica luteofasciata ingår i släktet Aterica och familjen praktfjärilar. Inga underarter finns listade i Catalogue of Life.